# Gafarró de l'Àfrica oriental
El gafarró de l'Àfrica oriental (Crithagra hyposticta) és un ocell de la família dels fringíl·lids (Fringillidae).

## Hàbitat i distribució
Habita boscos, clars i praderies de les muntanyes de l'extrem sud-est de Kenya, nord-est, centre i sud de Tanzània, Malawi, est de Zàmbia i nord de Moçambic.